# Die Geschichte eines Abends
Die Geschichte eines Abends ist eine Talkshow des NDR. Die erste Episode wurde am 2. Januar 2015 ausgestrahlt. Die ersten fünf Episoden wurden unter dem Namen „Soul Kitchen“ veröffentlicht, später wurde die Talkshow umbenannt.

## Handlung
Gastgeber der ersten fünf Folgen war Dirk Stermann. Seitdem wechseln die Gastgeber und die Anzahl der Gäste variiert zwischen vier und fünf.
Die Gäste haben auf den ersten Blick wenig Gemeinsamkeiten und kennen sich größtenteils nicht näher. Sie verbringen zum ersten Mal einen gemeinsamen Abend. Der Abend hat keinen festen Ablauf. Gastgeber und Gäste essen und trinken gemeinsam und stellen sich gegenseitig Fragen. Dabei entstehen für eine Talkshow untypische und zum Teil sehr persönliche Gespräche. Nach dem gemeinsamen Essen wird der Handlungsort mehrmals gewechselt.
Innerhalb der Episode stellen sich die Gäste selbst vor und nehmen dabei oft auch Bezug auf das Gespräch.

## Episoden
| Titel                                           | Erstausstrahlung  | Gastgeber       | Gäste                                                                     | Beschreibung und Video |
| ----------------------------------------------- | ----------------- | --------------- | ------------------------------------------------------------------------- | ---------------------- |
| Die Geschichte eines Abends (1)                 | 2. Januar 2015    | Dirk Stermann   | Dolly Buster, Eddy Kante, Frank Spilker, Laura Karasek                    |                        |
| Die Geschichte eines Abends (2)                 | 8. Januar 2016    | Dirk Stermann   | Roberto Blanco, Carolin Kebekus, Linda Zervakis, Ralf Richter             |                        |
| Die Geschichte eines Abends (3)                 | 23. Dezember 2016 | Dirk Stermann   | Marcel Reif, Marco Wanda, Christine Kaufmann, Bosse                       |                        |
| Die Geschichte eines Abends (4)                 | 6. Januar 2017    | Dirk Stermann   | Giulia Siegel, Caro Korneli, Michael Michalsky, König Boris               |                        |
| Die Geschichte eines Abends (5)                 | 8. Dezember 2017  | Dirk Stermann   | Ina Müller, Karoline Herfurth, Mario Basler, Ulrich Matthes               |                        |
| Die Geschichte eines Abends mit Charlotte Roche | 30. November 2018 | Charlotte Roche | Tim Wiese, Christine Neubauer, Annalena Baerbock, Robert Stadlober        |                        |
| Die Geschichte eines Abends mit Lars Eidinger   | 7. Dezember 2018  | Lars Eidinger   | Sophia Thomalla, Kevin Kühnert, Stefanie Hertel, Michael Hübler, Drangsal |                        |
| Die Geschichte eines Abends mit Olli Schulz     | 6. Dezember 2019  | Olli Schulz     | Bewohner der Residenz am Wiesenkamp in Hamburg-Volksdorf                  |                        |